# Storthodontus
Storthodontus is een geslacht van kevers uit de familie van de loopkevers (Carabidae). De wetenschappelijke naam van het geslacht is voor het eerst geldig gepubliceerd in 1855 door Chaudoir.

## Soorten
Het geslacht Storthodontus omvat de volgende soorten:
- Storthodontus aegeon Chaudoir, 1862
- Storthodontus ambreanus Boileau, 1902
- Storthodontus boileaui Alluaud, 1930
- Storthodontus bresseti Boileau, 1902
- Storthodontus diastictus Alluaud, 1930
- Storthodontus elegans Jeannel, 1946
- Storthodontus impressifrons (Fairmaire, 1898)
- Storthodontus mathiauxi Jeannel, 1946
- Storthodontus nimrod Chaudoir, 1855
- Storthodontus peyrierasi Basilewsky, 1973
- Storthodontus reticulatus Basilewsky, 1957